# Batistas reformados
Os batistas reformados, historicamente chamados batistas particulares, são cristãos batistas que evocam as doutrinas soteriológicas calvinistas, conhecidas como os Cinco Pontos do Calvinismo. Os batistas particulares adotam a Segunda Confissão de Fé de Londres, publicada em 1677 e revisada em 1689. A identificação "batista reformado" tem sua aplicação contemporânea, com o movimento do Novo Calvinismo entre os evangélicos, não sendo encontrada na história documentada ou em publicações especializadas sobre a tradição batista. Acredita-se que o termo começou a ser registrado, ainda que de maneira muito isolada, na década 1960. No Brasil, os batistas que se identifica como "batistas reformados" têm sua origem no início do século XXI.

## Características
Algumas características são comuns mas não universalmente encontráveis entre batistas reformados.
Tipicamente, entre igrejas batistas aderentes ao Novo Calvinismo, são características:

### Confessionalidade
No Brasil, as igrejas batistas que se identificam como reformadas utilizam a Segunda Confissão de Fé de Londres, sem adotar a Confissão de Nova Hampshire (que tem um calvinismo abrandado), para justificar uma raiz reformada para os batistas brasileiros e criticar a Declaração Doutrinária da Convenção Batista Brasileira. É comum os batistas reformados se reafirmarem realizando críticas as instâncias denominacionais que são históricas. Para os batistas reformados, as confissões de fé batistas pressupõem os credos históricos, como o Credo dos Apóstolos, o Credo Niceno, e outros.

### Teologia do Pacto
Assim como ocorre com outros cristãos reformados, muitos batistas reformados adotam a Teologia do Pacto. No entanto, os batistas reformados diferem de presbiterianos, reformados continentais e congregacionais nos detalhes desta teologia. Estas diferenças explicam, por exemplo, porque batistas praticam credobatismo, enquanto estes outros grupos praticam o pedobatismo. Enquanto que outros reformados entendem, a partir de sua teologia, que os filhos de cristãos devem ser batizados, batistas reformados entendem que somente aqueles que os crentes devem ser batizados. O batismo é visto como um sinal da administração de Nova Aliança — feita com aqueles que foram regenerados, que tem seus pecados perdoados e que são salvos ao conhecer o Senhor. Candidatos ao batismo são considerados após a congregação examinar cuidadosamente seus testemunhos e estilos de vida.
Alguns ramos dos batistas reformados rejeitam a teologia pactual, preferindo a Teologia da Nova Aliança (por exemplo, John Reisinger) ou um arcabouço teológico dispensacionalista (Rolfe Barnard).

### Soteriologia Calvinista
A soteriologia (doutrina da salvação) dos batistas reformados partem do sistema de João Calvino, baseada nas chamadas Doutrinas da Graça, conforme interpretadas nos Cânones de Dort e resumida nos chamados cinco pontos do calvinismo (conhecida pela sigla TULIP). Contudo, considerando a rejeição do batismo infantil, a adoção do credobatismo e outras características evangélicas que muitos batistas reformados assumem, a soteriologia destes diverge-se do calvinismo clássico, adotando soteriologias próprias, como fullerismo e a doutrina da graça soberana.

### Cinco Solas
Assim como outros grupos reformados, batistas reformados afirmam os Cinco Solas, que são um pretenso sumário contemporâneo ao pensamento dos ideais dos reformadores.

### Princípio regulador do culto
O princípio regulador do culto é a crença de que "O modo aceitável de adorar o Deus verdadeiro é instituído por ele mesmo e tão limitado pela sua própria vontade revelada, que não pode ser adorado segundo as imaginações e invenções dos homens, ou o sugestões de Satanás, sob qualquer representação visível, ou qualquer outra forma, não prescrita nas Sagradas Escrituras" (a partir do capítulo 22, nº 1 da Segunda Confissão de Londres). Cada elemento da liturgia semanal regular deve ser expressamente ordenado da Escritura. Tudo o que é expressamente ordenado deve ser incluído, o que não é expressamente ordenado deve ser excluído. Este princípio também explica porque batistas não batizam bebês.

### Congregacionalismo
O congregacionalismo é a política eclesiástica onde não há nenhuma autoridade acima da congregação local além do próprio Jesus Cristo. No geral, muitas igrejas batistas evangélicas contemporâneas entendem que a igreja local deve ser autônoma, e portanto são contra qualquer estrutura, seja episcopal (de bispos, como adotado pela Igreja Metodista e Anglicana) ou presbiteriana (presbitérios e sínodos). Apesar disso, os batistas particulares tradicionalmente se reúnem em associações regionais, convenções estaduais e em uma "Assembléia Geral" para comungarem com outras igrejas de doutrina em comum e promover instituições paraeclesiásticas como seminários, juntas de missões, etc. Um nome para esta política eclesiástica, intermediária entre o congregacionalismo e presbiterianismo, é "associacionalismo".
Excepcionalmente, há ainda algumas igrejas batistas reformadas que adotam o modelo presbiteriano, como a distinção entre presbíteros docentes (pregadores) e presbíteros regentes (corpo diretor), bem como a transferência de parte da autoridade local para o corpo colegiado que está acima da congregação local.

### Liderança Eclesiástica
Igrejas batistas reformadas possuem como líderes dois tipos de oficiais: pastores (também chamados de anciãos, presbíteros, reverendos) e diáconos. Cada igreja local tem um determinado número de pastores, variando de igreja a igreja. Este grupo de pastores é responsável pela liderança espiritual (oração, pregação, aconselhamento, ensino) enquanto diáconos são responsáveis por outras questões eclesiásticas.

### Sabatismo
Alguns batistas reformados, em continuidade com os batistas particulares da Inglaterra, são sabatistas. Isto é, consideram o domingo, chamado de "Dia do Senhor", como o único santo dia da fé cristã. Crêem que os domingos são para participar do culto público (chamado de "reunião sabática" ou "reunião" pelos tradicionais) e a prática de boas obras, sendo para descansar de todos os trabalhos "terrenos" e negócios. Há divergências acerca da proibição estrita de trabalhos "terrenos".

### Batismo
Assim como outros batistas, os batistas reformados entendem que o batismo deve ser preferencialmente por imersão e não por aspersão.

## História

### Inglaterra

#### Batistas Gerais
A tradição batista nasceu com um grupo de puritanos ingleses exilados na República Holandesa devido a perseguição da Corte de Alta Comissão contra o puritanismo, em 1608. Uma parte, liderada por John Smyth, clérigo excomungado e teólogo, Thomas Helwys, advogado e teólogo, e, posteriormente, John Murton, escritor e teólogo, estabeleceu-se em Amesterdã. John Smyth, sendo um puritano, discordava da política e de alguns pontos da doutrina anglicana, da qual antes era ministro. A igreja em Amesterdã, passando por um aprofundamento teólogico, tornou-se credobatista, crendo na necessidade de batizar-se confessando arrependimento e fé. Os líderes e os leigos foram rebatizados, e assim ficou conhecida como a "primeira igreja batista". Retornando a Inglaterra, estes ficariam conhecidos como "batistas gerais", e serviram como base para o surgimento dos batistas particulares.

#### Batistas Particulares
Os batistas particulares, assim chamados por acreditarem na expiação particular. A visão particular da expiação é que Cristo, na sua morte, se comprometeu em salvar indivíduos particulares, os eleitos. Esta é a posição calvinista. Alguns dos primeiros líderes batistas desta linha foram Benjamin Keach, Hanserd Knollys e William Kiffin.  
Os batistas estritos são batistas particulares que surgiram da controvérsia avivalista e missionária em reação tanto ao fullerismo quanto aos hiper-calvinistas no início do século XIX, defendendo uma separação com denominações que não seguissem suas doutrinas e práticas.
Depois da Segunda Guerra, o neopuritanismo de Martyn Lloyd-Jones e J.I. Packer (ambos não batistas) influenciaram um ressurgimento da teologia reformada e da linha batista particular entre batistas britânicos. Líderes como Erroll Hulse (Leeds) e Geoffrey Thomas (Gales) adotaram a Segunda Confissão de Fé de Londres e organizaram um movimento com identidade expressamente batista reformado. A partir da Inglaterra nos anos 1960, o movimento batista reformado se disseminaria pelo mundo de língua inglesa, com pouca ou nenhuma interação ou comunhão com batistas não calvinistas.

### Estados Unidos
Nos meados da década de 1820, quando as diferenças entre os batistas gerais e particulares tendiam a desaparecer, surgiu nos Estados Unidos uma vertente aderente ao fullerismo que levou à formação de grupos batistas particulares confessionais e fortemente calvinistas meio às controvérsias acerca de sociedades missionárias, escolas dominicais, oficio pastoral, abolicionismo e adesão ao movimento de temperança. Cismas ocorreram entre certas igrejas locais, por exemplo dentro de igrejas da Associação Batista de Raleigh, na Carolina do Norte, quando, em 1826, surgiram as nove primeiras igrejas no mundo a adotarem a designação de "batista reformada". Esse movimento conquistou adeptos na Costa Leste dos Estados Unidos, resultando na Confissão de Fé de New Hampshire, moderadamente calvinista e elaborada em New Hampton, New Hampshire, por J. Newton Brown em 1833.
Após a formação da Convenção Batista do Sul em meio a um cisma pelo abolicionismo, novas divisões levaram a congregações batistas calvinistas, especialmente no sul, a se repartirem entre batistas primitivos, batistas landmarquistas, batistas independentes fundamentalistas e batistas da graça soberana. O ressurgimento dos batistas reformados americanos aconteceria pela influência britânica a partir dos anos 1960, com líderes como Al Martin, Walter Chantry nos Estados Unidos e Bill Payne no Canadá.
Depois de articularem uma ressurgência conservadora na Convenção Batista do Sul mediante a Founders Ministries (organizado em 1983 por Ernest Reisinger), muitos batistas de tendências calvinistas não chegaram a um acordo quanto às questões de cessacionismo, ministério feminino, dispensacionalismo, dentre outros pontos. Assim, surgiram denominações como Associação de Igrejas Batistas Reformadas da América (ARBCA), criada em 1997, que em 2013 incluía aproximadamente oitenta congregações em trinta estados e no Canadá. Internamente, a Convenção Batista do Sul continua a debater entre vertentes calvinistas e não calvinistas, publicando documentos como  “Uma declaração da Compreensão Batista Tradicional do Plano de Salvação de Deus” (2012) contra o calvinismo.

### Brasil
Os primeiros batistas no Brasil variavam em suas posições doutrinárias, desde calvinistas moderados até arminianos. A primeira igreja batista estabelecida no Brasil adotou inicialmente a Confissão de Fé de New Hampshire. Esta mesma confissão foi adotada pela Convenção Batista Brasileira de 1920 até 1986, quando foi substituída pela “Declaração Doutrinária”.
Acompanhando o surgimento do movimento novo calvinismo entre batistas reformados de língua inglesa nos anos 1960s, foi fundada  Comunhão Reformada Batista do Brasil  a partir do trabalho do missionário norte-americano Richard Denham em São José dos Campos, SP.
Em 2017, um grupo de batistas no Brasil insatisfeitos com o avanço neopentecostalismo em algumas igrejas batistas da Convenção Batista Brasileira, se unem em torno da construção de uma nova denominação que refuta a teologia discordantes. Para esse enfrentamento evocam doutrinas calvinistas. Isso é determinante para identificar os autoproclamados "batistas reformados" como um grupo recente que rompe teologicamente com a Convenção Batista Brasileira, tal qual aconteceu para a formação da Convenção Batista Nacional na década de 1960 e fundaram a Convenção Batista Reformada do Brasil.

## Ramos Batistas Calvinistas
- Batistas da Graça Soberana (Sovereign Grace Baptists): aderentes de uma teologia dispensacionalista e rejeita a teologia da aliança ou do pacto. Organizada em 1954 sob liderança de Henry Mahan, Rolfe Barnard e D. J. Ward.
- Batistas Primitivos (Calvinistas) (Primitive Baptists): Os batistas primitivos recusam o ofício pastoral, possuindo anciãos não assalariados, recusam usar confissões de fé, mas muitos aderem a um sistema teológico calvinista, embora rejeitem o termo[28]
- Batistas da Nova Aliança (New Covenant Theology): ramo calvinista que rejeita tanto o dispensacionalismo quanto a teologia reformada clássica do pacto. Organizada a partir dos anos 1980 sob liderança de John Reisinger, John Zens e Ron McKinney. Preferem a Primeira Confissão Batista de Londres (1646) à Segunda Confissão Batista de Londres. A denominação Continental Baptist Churches esposa essa doutrina.[29]
- Batistas Reformados Neocarismáticos: proponentes de uma síntese de teologias e práticas reformadas, evangelicais e carismáticas, lideradas por  Wayne Grudem e Sam Storms.
- Batistas da Graça (Grace Baptists): fusão de grupos batistas estritos e particulares, aderentes da Segunda Confissão Batista de Londres.[19]
- Batistas Novos Calvinistas: aderentes da teologia de John Piper (que é membro da Baptist General Conference, no entanto), Paul Washer e John McArthur[30]
- Batistas Reformados Reconstrucionistas: vertente reformada que adere ao Reconstrucionismo Cristão, ideologia teocrática de Rousas John Rushdoony. É liderado por Bruce N. Shortt e E. Ray Moore Jr. Contrário à tradição batista de separação entre Estado e Igreja, defendem a formação de uma república cristã teocrática onde as leis do Antigo Testamento sejam vigentes. São fortes proponentes da educação domiciliar.[31]